# Jeffrey Leiwakabessy
Jeffrey Leiwakabessy (* 23. Februar 1981 in Elst) ist ein ehemaliger niederländischer Fußballspieler, der auch die indonesische Staatsbürgerschaft besitzt. Leiwakabessy ist der Sohn einer Niederländerin und eines Molukkers.

## Karriere
Er stammt aus Elst in der niederländischen Provinz Gelderland und begann das Fußballspielen bei seinem Heimatverein SC Elistha, bevor er sich 1993 dem NEC Nijmegen anschloss. Dort durchlief er die Jugendmannschaften und kam schließlich 1998 in die Erstliga-Mannschaft des Vereins. Ab 2001 war er dort Stammspieler auf der linken Abwehrseite und spielte für die Nimwegener auch im UI- und UEFA-Pokal.
Mit Auslaufen seines Vertrags beim Eredivisie-Club wechselte er 2006 zum Erstliga-Aufsteiger Alemannia Aachen, wo er einen Dreijahresvertrag unterschrieb. Er bestritt als einziger Aachener Spieler alle 34 Spiele der Saison 2006/07, in der er mit dem Verein in die 2. Bundesliga abstieg. Dort absolvierte Leiwakabessy 2007/08 weitere 26 Einsätze für die Alemannia.
Zur Saison 2008/09 wurde Leiwakabessys Vertrag in Aachen aufgelöst, woraufhin er zum zypriotischen Erstligisten Anorthosis Famagusta wechselte. Mit diesem spielte er auch in der UEFA Champions League und der UEFA Europa League. In 95 Ligaeinsätzen erzielte er drei Treffer.
Im Januar 2012 wechselte er ablösefrei zurück in seine Heimat zum Erstligisten VVV-Venlo, wo er sich wieder als Stammspieler etablierte. Bis zum Sommer 2013 stand er in Venlo unter Vertrag. Nachdem er von Juni bis Oktober 2012 vereinslos war, wechselte Leiwakabessy zu seinem ehemaligen Club, den NEC Nijmegen.
Hier spielte er bis zu seinem Karriereende 2017 durchgängig in der Eredivisie.